# Целлюлозо-синтаза (УДФ-глюкозу-использующая)
В энзимологии, целлюлозо-синтаза (Шифр КФ 2.4.1.12, УДФ-глюкоза:(1→4)-β-д-глюкан 4-β-д-гликозилтрансфераза) - фермент , который катализирует химическую реакцию:
УДФ-глюкоза + [(1→4)-β-D-глюкопиранозил]n = УДФ + [(1→4)-β-D-глюкопиранозил]n+1
Таким образом, субстратами этого фермента являются УДФ-глюкоза и [(1→4)-β-D-глюкопиранозил]n, а продуктами - УДФ и [(1→4)-β-D-глюкопиранозил]n+1.
Фермент участвует в синтезе целлюлозы. Близкий фермент, использующий в качестве субстрата ГДФ-глюкозу - целлюлозо-синтаза (ГДФ-глюкозо-зависимая) (ЕС 2.4.1.29).

## Целлюлоза
Целлюлозные фибриллы представляют собой совокупность неразветвленных полимерных цепей из β-(1→4)-связанных остатков глюкозы. Целлюлоза составляет значительную часть первичной и вторичной клеточной стенки у зеленых растений. Хотя этот фермент принципиально важен для построения клеточной оболочки наземных растений, он также имеется у водорослей, некоторых бактерий и ряда животных. В мире производится 2 × 1011 тонн целлюлозных микрофибрилл. Целлюлоза являются основой для производства возобновляемого биотоплива и других материалов растительного происхождения (пиломатериалов, различных видов топлива, растительных кормов, бумаги и хлопковых и других волокон).

## Функции целлюлозы
Микрофибриллы синтезируются на поверхности клеточных мембран для усиления клеточных стенок, что было обширно исследовано биохимиками растений и клеточными биологами поскольку 1) они регулируют клеточный морфогенез и 2) они осуществляют  в клеточной стенке вместе со многими другими компонентами (например, лигнином, гемицеллюлозой, пектиновыми веществами) существенную поддержку ее структуры и формы клетки. Без этих вспомогательных структур, рост клеток бы вынудил их раздаваться во всех направлениях, тем самым теряя свою форму 

## Структура целлюлозо-синтазы
Растительная целлюлозо-синтазы принадлежат к семейству гликозилтрансфераз, которые являются белками, участвующими в биосинтезе и гидролизе большей части биомассы Земли. Целлюлоза синтезируется с помощью больших целлюлозо-синтазных комплексов (ЦОКов), которые состоят из изоформ синтазы (CesA), объединенных в уникальную гексагональную структуру, известную как “розеточный комплекс”, шириной 50 нм и высотой 30-35 нм. Насчитывается более 20 таких длинных интегральных мембранных белков, размер каждого составляет около 1000 аминокислот. Эти розеточные комплексы, которые ранее называли гранулами, были впервые обнаружены в 1972 году с помощью электронной микроскопии в видах зеленых водорослей Кладофора и Хетоморфа (Робинсон с соавт. 1972). Метод рентеноструктурного анализа показал, что CesAs располагаются на поверхности растительной клетки и являются вытянутыми мономерами с двумя каталитическими доменами, которые соединяются в димеры. Центральная часть димеров является каталитически активным центром. Поскольку целлюлоза синтезируется во всех клеточных стенках, апартаментов CesA белки присутствуют во всех тканях и типах клеток растений. Тем не менее, существуют различные типы CesA, и разные типы тканей могут отличаться по соотношению их концентраций. Например, белок AtCesA1 (RSW1) участвует в биосинтезе первичных клеточных стенок во всем растении, белок AtCesA7 (IRX3) экспрессируется только в стебле для синтеза вторичной клеточной стенки.

## Активность целлюлозо-синтазы
Биосинтез целлюлозы-это процесс, в котором отдельные однородные β-(1→4)-глюкановые цепочки, длиной от 2000 до 25 000 остатков глюкозы, синтезируются и затем сразу образуют между собой водородные связи, формируя твердые кристаллические образования - микрофибриллы. Микрофибриллы в первичной клеточной стенки в длину составляют примерно 36 цепей, в то время как микрофибриллы вторичной клеточной стенки намного больше и содержащих до 1200 β-(1→4)-глюкановых цепей. УДФ-глюкоза, которая синтезируется с помощью фермента сахарозосинтазы, которая производит и транспортирует УДФ-глюкозу к плазматической мембране - это субстрат, который использует целлюлозо-синтаза для построения глюкановой цепи. Скорость, с которой синтезируются остатки глюкозы для одной глюкановой цепи колеблется от 300 до 1000 остатков глюкозы в минуту, более высокая скорость чаще встречается во вторичных клеточных стенках, например в ксилеме.

## Реакция с использованием УДФ-глюкозы
В энзимологии, целлюлозо-синтаза (УДФ-глюкозу-использующая) (Шифр КФ 2.4.1.12) является ферментом , который катализирует химическую реакцию
УДФ-глюкоза + [(1→4)-β-D-глюкопиранозил]n {\displaystyle \rightleftharpoons } УДф + [(1→4)-β-D-глюкопиранозил]n+1
Таким образом, двумя субстратами этого фермента являются УДФ-глюкоза и цепь (1→4)-β-D-глюкопиранозильных остатков, в то время как двумя его продуктами являются УДФ и удлиненная цепь глюкопиранозильных остатков. Глюкопиранозил - это пиранозная форма глюкозы, цепь (1→4)-β-D-глюкопиранозильных остатков - это целлюлоза, и, следовательно, ферменты этого класса играют важную роль в синтезе целлюлозы.
Этот фермент принадлежит к семейству гексозилтрансфераз, точнее - к гликозилтрансферазам. Систематическое название этого класса ферментов - УДФ-глюкоза: 1,4-β-D-глюкан 4-β-D-глюкозилтрансфераза. Другие общеупотребительные названия: УДФ-глюкоза-β-глюкан глюкозилтрансфераза, УДФ-глюкоза-целлюлоза глюкозилтрансфераза, GS-I, β-(1→4)-глюкозилтрансфераза, уридин дифосфоглюкоза-(1→4)-β-глюкан глюкозилтрансфераза, β-(1→4)-глюкан-синтаза, β-(1→4)-глюкан-синтетаза, β-глюкан синтаза, (1→4)-β-D-глюкан-синтаза, (1→4)-β-глюкан-синтаза, глюкан синтаза, УДФ-глюкоза-(1→4)-β-глюкан глюкозилтрансфераза, и уридин дифосфоглюкоза-целлюлоза глюкозилтрансфераза.

## Поддерживающие структуры
Синтез микрофибрилл направляется кортикальными микротрубочками, лежащими под плазматической мембраной удлиняющихся клеток, которые образуют площадку, на которой ЦОК может преобразовать глюкозу в кристаллоподобные цепи. Гипотеза расположения микротрубочек и микрофибрилл на одной линии предполагает, что кортикальные микротрубочки, лежащие под плазматической мембраной удлиняющихся клеток, предоставляют пути для ЦОКов, которые преобразуют глюкозу молекул в кристаллоподобные микрофибриллы целлюлозы. "Прямая" гипотеза предполагает, что существуют некоторые типы прямых связей между комплексами CesA и микротрубочками. Кроме того, белок КОРРИГАН (KOR1) считается важнейшей составляющей синтеза целлюлозы, так как он воздействует на целлюлозу между плазматической мембраной и клеточной стенкой. KOR1 взаимодействует с двумя специфическими CesA-белками, возможно, корректируя и снимая напряжение, возникающее из-за синтеза глюкановой цепи, тем, что он гидролизует неупорядоченную аморфную целлюлозу.

## Влияние окружающей среды
На активность целлюлозо-синтазы оказывают влияние многие экологические факторы, такие как гормоны, света, механические раздражители, питание и взаимодействия с цитоскелетом. Взаимодействие этих факторов может влиять на откладывание целлюлозы тем, что меняется количество образованного субстрата и концентрация и/или активность ЦОК в плазматической мембране.